# Trichopoda pennipes

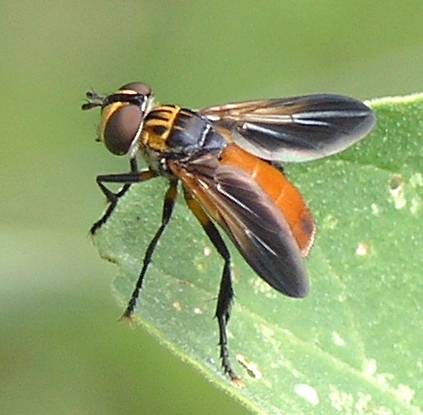

Trichopoda pennipes Fabricius, 1781 è un dittero appartenente alla famiglia Tachinidae.